# Инеры
Инеры — деревня в Ростовском районе Ярославской области России.
В рамках административно-территориального устройства относится к Поречскому сельскому округу Ростовского района, в рамках организации местного самоуправления включается в сельское поселение Поречье-Рыбное.

## География
Деревня находится в юго-восточной части области, в зоне хвойно-широколиственных лесов, к югу от озера Неро, на расстоянии примерно 15 километров (по прямой) к югу от города Ростова, административного центра района. Абсолютная высота — 147 метров над уровнем моря.

### Климат
Климат характеризуется как умеренно континентальный, с умеренно холодной зимой и относительно тёплым влажным летом. Среднегодовая температура воздуха — +3,4 °C. Средняя температура воздуха самого холодного месяца (января) — −11,1 °C (абсолютный минимум — −46 °C); самого тёплого месяца (июля) — +17,3 °C (абсолютный максимум — +36 °C). Годовое количество атмосферных осадков составляет 500—600 мм, из которых большая часть выпадает в тёплый период.

### Часовой пояс
Инеры, как и вся Ярославская область, находится в часовой зоне МСК (московское время). Смещение применяемого времени относительно UTC составляет +3:00.

## Население
| 2007 | 2010 |
| ---- | ---- |
| 0    | →0   |